# St. Valentinus (Bann, Pfalz)
St. Valentin ist eine römisch-katholische Kirche innerhalb der Ortsgemeinde Bann. Sie steht unter Denkmalschutz.

## Lage
Die Kirche befindet sich innerhalb der Ortsmitte in der Kirchenstraße, die mit der Kreisstraße 61 identisch ist und trägt die Hausnummer 5.

## Bauwerk
Beim Bauwerk handelt es sich um eine neugotische Basilika, die einen Rotsandsteinquaderbau darstellt und die vom Speyerer Architekten Franz Schöberl entworfen wurde. Zudem besitzt sie eine im Jahr 1978 von Paul Zimnol errichtete Orgel.

## Geschichte
Die Kirche wurde in den Jahren 1881 und 1882 errichtet. 1957 wurde sie renoviert. Bis Ende 2015 fungierte sie als Pfarrkirche. Seit 2016 bildet sie eine Filiale der in Queidersbach ansässigen Pfarrei Hl. Franz von Assisi .